# Dellen (jezioro)
Dellen – jezioro meteorytowe w Szwecji, niedaleko jej wybrzeża bałtyckiego. Ma powierzchnię 131 km².
Tworzą je dwa akweny, północny (Norrdellen, o powierzchni 81 km²) i południowy (Sördellen, o powierzchni 50 km²), połączone cieśniną Norrboån, przez którą wody z północnego zbiornika wlewają się do południowego. Leży w środkowo-wschodniej części kraju, w historycznej prowincji Hälsingland. Jest osiemnastym pod względem powierzchni jeziorem Szwecji. Występuje w nim populacja troci, która przyciąga nad jezioro wędkarzy łowiących „na muszkę”.
Jezioro to wypełnia drugi co do wielkości krater uderzeniowy w Szwecji, o średnicy 19 kilometrów. Powstał on 89 milionów lat temu, w późnej kredzie, w wyniku upadku małej planetoidy, przypuszczalnie kamiennej, która uderzyła w skały granitowe.
Od tego jeziora pochodzi nazwa planetoidy Dellen (niemającej nic wspólnego z uderzeniem, które utworzyło krater).